# Kabinett Verwoerd I

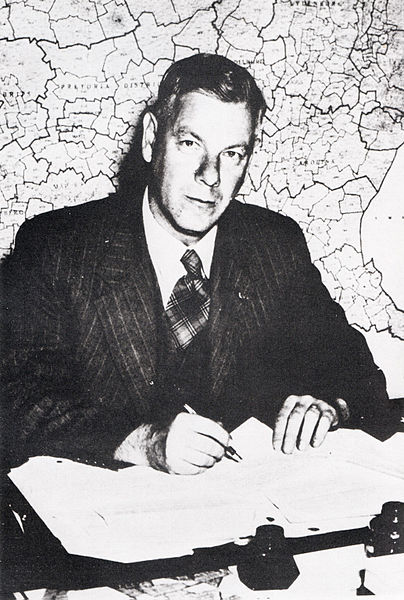
Hendrik Frensch Verwoerd war zwischen 1958 und 1966 Premierminister von Südafrika

Das Kabinett Verwoerd I wurde in Südafrika am 8. Oktober 1961 von Premierminister Hendrik Frensch Verwoerd von der Nasionale Party (NP) gebildet und war das erste Kabinett nach der Umwandlung zur Republik, die am 31. Mai 1961 erfolgte. Verwoerd war bereits seit dem 2. September 1958 als Nachfolger des am 24. August 1958 verstorbenen Johannes Gerhardus Strijdom Premierminister der Südafrikanischen Union. Das Kabinett löste somit das Kabinett Strijdom ab und blieb bis zum 30. März 1966 im Amt, woraufhin es vom Kabinett Verwoerd II abgelöst wurde.
| Amt                                                                       | Amtsinhaber                                 | Beginn der Amtszeit              | Ende der Amtszeit              |
| ------------------------------------------------------------------------- | ------------------------------------------- | -------------------------------- | ------------------------------ |
| Premierminister                                                           | Hendrik Frensch Verwoerd                    | 8. Oktober 1961                  | 30. März 1966                  |
| Auswärtiges                                                               | Eric Louw Hilgard Muller                    | 8. Oktober 1961 9. Januar 1964   | 9. Januar 1964 30. März 1966   |
| Verteidigung                                                              | Jacobus Johannes Fouché                     | 8. Oktober 1961                  | 30. März 1966                  |
| Inneres                                                                   | Johannes de Klerk                           | 8. Oktober 1961                  | 30. März 1966                  |
| Finanzen                                                                  | Theophilus E. Dönges                        | 8. Oktober 1961                  | 30. März 1966                  |
| Justiz                                                                    | Balthazar Johannes Vorster                  | 8. Oktober 1961                  | 30. März 1966                  |
| Arbeit                                                                    | Alfred Trollip                              | 8. Oktober 1961                  | 30. März 1966                  |
| Wirtschaft                                                                | Nicolaas Diederichs                         | 8. Oktober 1961                  | 30. März 1966                  |
| Landwirtschaft und landwirtschaftlicher Handel                            | D. C. H. Uys                                | 8. Oktober 1961                  | 30. März 1966                  |
| Bildung, Kunst und Wissenschaft                                           | Johannes de Klerk                           | 8. Oktober 1961                  | 30. März 1966                  |
| Verwaltung und Entwicklung der Bantu                                      | Michiel Daniel Christiaan de Wet Nel        | 8. Oktober 1961                  | 30. März 1966                  |
| Bildung der Bantu                                                         | W. A. Maree                                 | 8. Oktober 1961                  | 30. März 1966                  |
| Indische Angelegenheiten                                                  | W. A. Maree                                 | 8. Oktober 1961                  | 30. März 1966                  |
| Information                                                               | Frank Waring                                | 8. Oktober 1961                  | 30. März 1966                  |
| Forstwirtschaft                                                           | Paul Olivier Sauer W. A. Maree Frank Waring | 8. Oktober 1961 August 1964 1965 | August 1964 1965 30. März 1966 |
| Ländereien 1964: Ländereien und Landangelegenheiten                       | Paul Olivier Sauer D. C. H. Uys             | 8. Oktober 1961 August 1964      | August 1964 30. März 1966      |
| Soziales und Pensionen                                                    | Jan Serfontein                              | 8. Oktober 1961                  | 30. März 1966                  |
| Wasser und landwirtschaftliche technische Dienste                         | P. K. Le Roux                               | 8. Oktober 1961                  | 30. März 1966                  |
| Wohnungswesen und Gemeinschaftsentwicklung 1964: Gemeinschaftsentwicklung | Pieter Willem Botha                         | 8. Oktober 1961                  | 30. März 1966                  |
| Bergbau                                                                   | Nicolaas Diederichs Jan Haak                | 8. Oktober 1961 August 1964      | August 1964 30. März 1966      |
| Gesundheit                                                                | Albert Hertzog                              | 8. Oktober 1961                  | 30. März 1966                  |
| Post und Telegrafie                                                       | Albert Hertzog                              | 8. Oktober 1961                  | 30. März 1966                  |
| Tourismus                                                                 | Frank Waring                                | 1963                             | 30. März 1966                  |
| Transport                                                                 | Ben Schoeman                                | 8. Oktober 1961                  | 30. März 1966                  |
| Öffentliche Arbeiten                                                      | Paul Olivier Sauer Pieter Willem Botha      | 8. Oktober 1961 August 1964      | August 1964 30. März 1966      |